# Astragalus spiciformis
Astragalus spiciformis är en ärtväxtart som beskrevs av Alexander Eig. Astragalus spiciformis ingår i släktet vedlar, och familjen ärtväxter. Inga underarter finns listade i Catalogue of Life.